# Province de Bình Dương
Bình Dương est une des provinces de la région du sud-est du Viêt Nam. Elle se trouve immédiatement au nord de Hô Chi Minh-Ville et a été formée le 1er janvier 1997 d'une division de l'ancienne province de Song Be. Son chef-lieu est la ville de Thu Dau Mot.

## Géographie
La province relativement élevée est traversée par la rivière de Saïgon, les rivières Dong Nai et Bé.

## Économie
La province est fertile et l'agriculture constitue l'une de ses ressources principales. L'industrie manufacturière est bien représentée. La province se situait au second rang du pays pour les investissements étrangers. Nike, Adidas, H&M et McDonald’s y ont installé des usines pour une production vendue localement ou à l'export.
Les villes de Di An et de Thuận An situées au sud de la province font désormais partie de la métropole d'Hô Chi Minh-Ville.

## Transports
Binh Duong est une province avec un système de transport routier et fluvial très important reliant les régions à l'intérieur et à l'extérieur de la province.

### Routiers
La route nationale 13 est une voie extrêmement importante à partir de Hô Chi Minh-Ville.
Elle parcourt toute la province du sud au nord, en passant par la province de Binh Phuoc et relie le Viêt Nam au Cambodge. 
La route nationale 14, qui va de Tay Ninh à Dầu Tiếng en passant par Chơn Thành, Đồng Xoài et  Bù Đăng dans la province de Binh Phuoc à travers les hauts plateaux du centre, est une aussi une route importante.

### Voies navigables
Bình Dương est situé entre trois grandes rivières, en particulier la Rivière de Saïgon. 
Bình Dương peut atteindre les principaux ports du sud et échanger des marchandises avec les provinces du delta du Mékong..

## Administration
La province est divisée en une municipalité, Thủ Dầu Một, et six districts : 
- Bến Cát
- Dầu Tiếng
- Dĩ An
- Phú Giáo
- Tân Uyên
- Thuận An

## Population
Cette région était à l'origine couverte de forêts et peuplée de tribus Xtiêng, Cho Ro, Mnong et Khmer Krom. C'est au XVIIe siècle que les colons d'ethnie Viet en provenance de l'est ont commencé à s'y installer, la plupart étant des paysans fuyant la misère et attirés par la possibilité d'acquérir des terres. Il y avait également des réfugiés d'une guerre entre les deux maisons féodales principales. C'est ainsi qu'en 1698, les Vietnamiens (ou Annamites selon la dénomination occidentale de l'époque) étaient suffisamment nombreux pour qu'un général vietnamien leur soit envoyé afin d'y établir des institutions officielles et défendre la loi. C'est le point de départ d'un développement rapide de la région. Celle-ci est peuplée aujourd'hui d'une majorité écrasante de Viets.

## Galerie

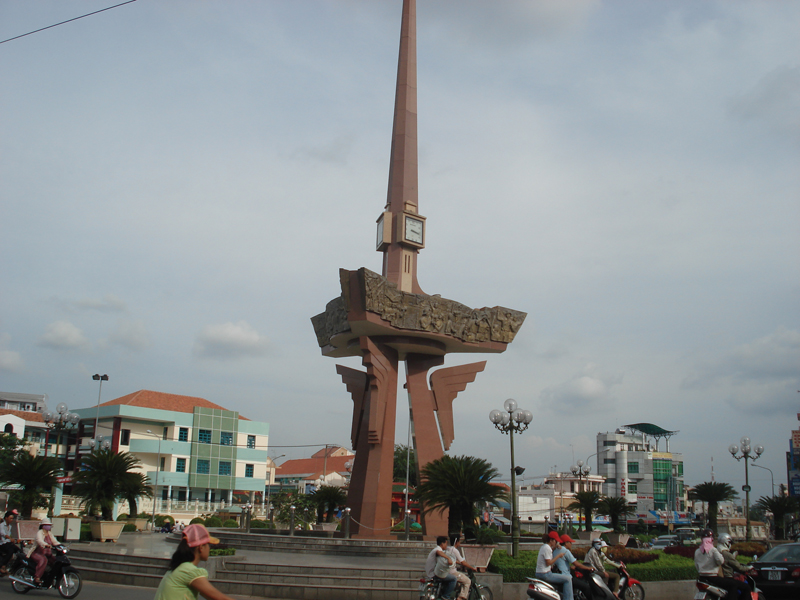
Thủ Dầu Một.
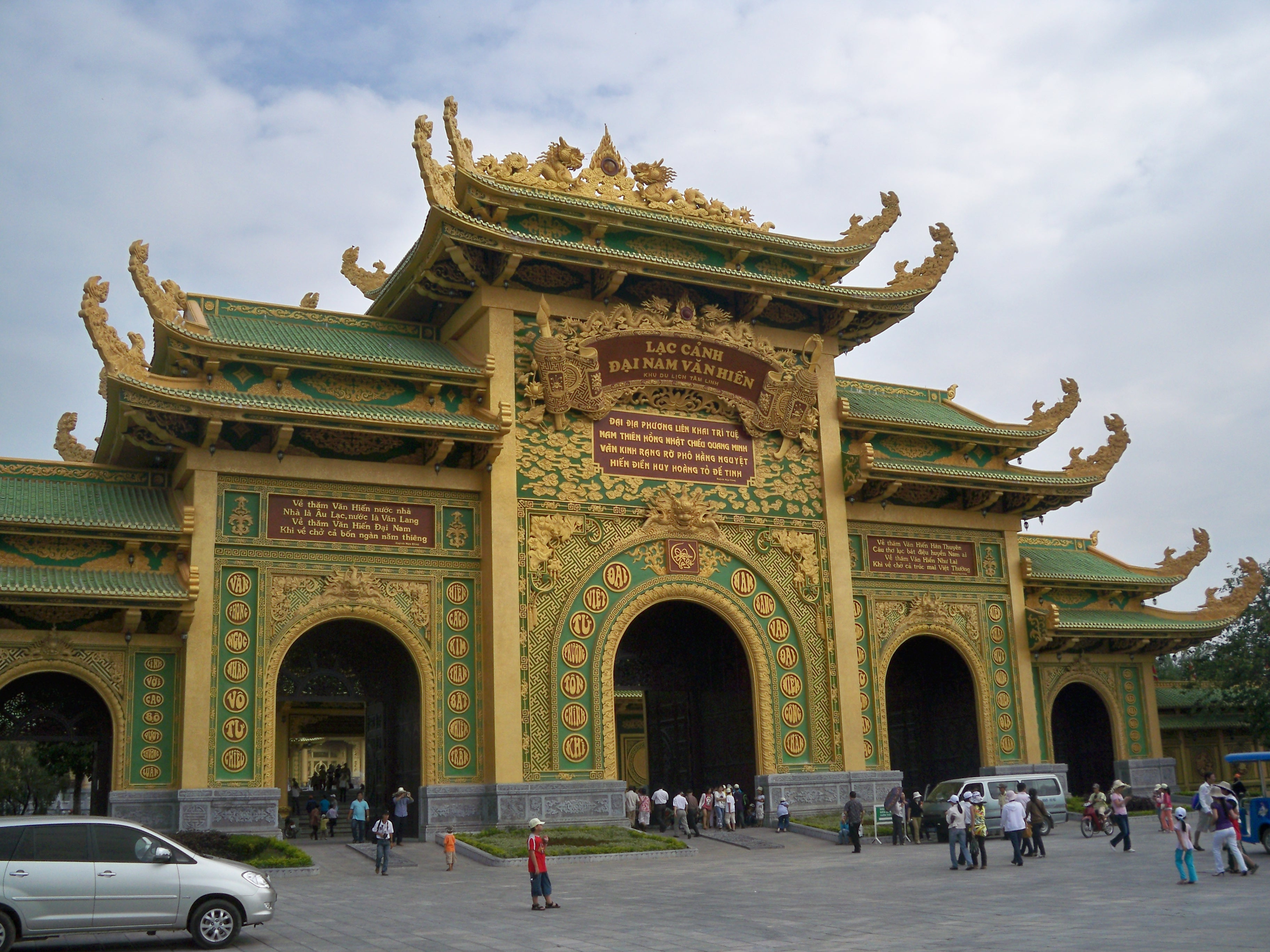
Entrée du parc d'attractions Dai Nam.